# John Stephenson Company

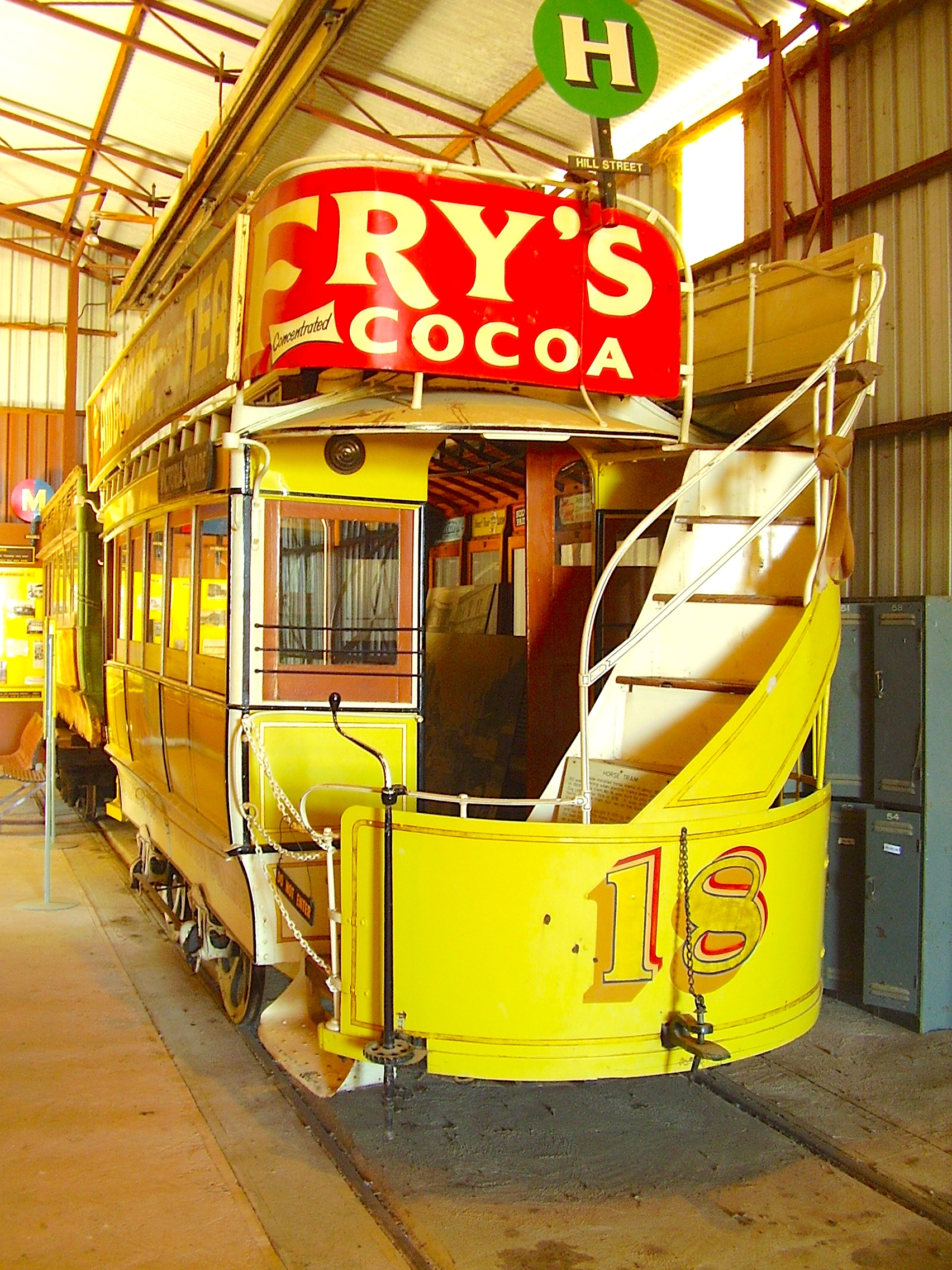
Tranvía de tracción animal, 1878.

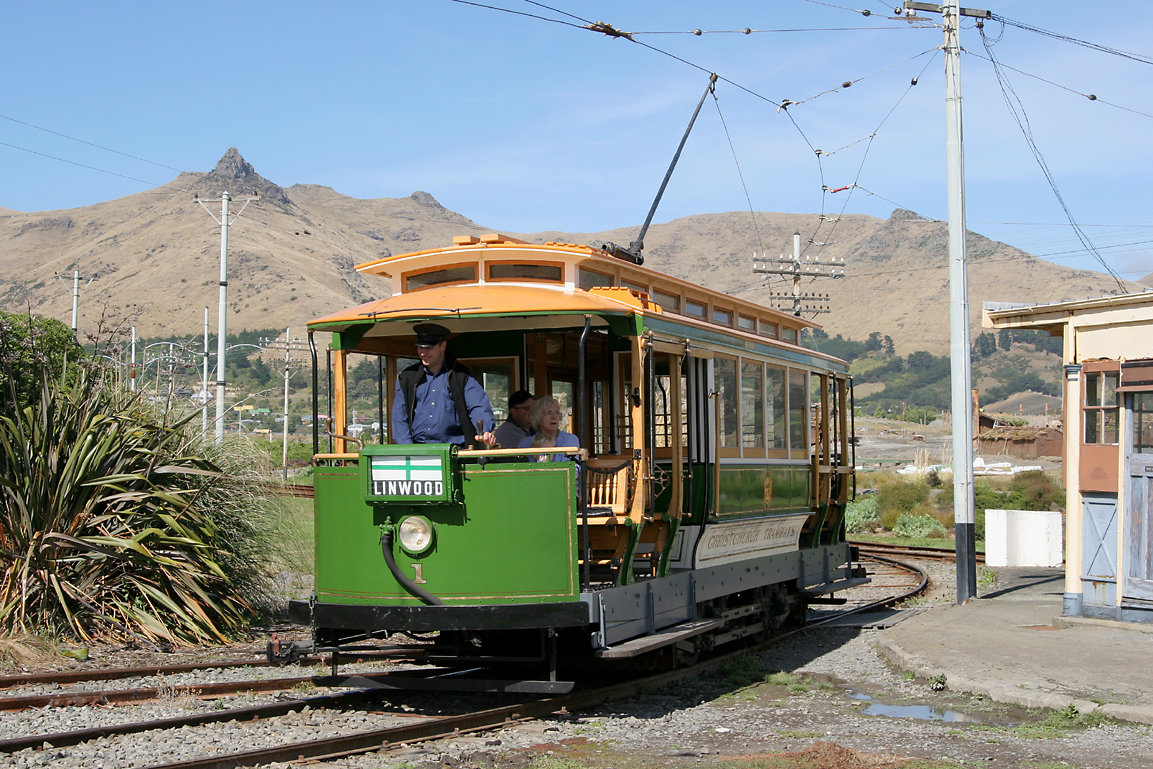
Tranvía fabricado por John Stephenson en 1905, en el Ferrymead Heritage Park en Nueva Zelanda.

John Stephenson Car Company era un fabricante estadounidense de carruajes y tranvías de tracción animal, funiculares y tranvías eléctricos, con sede en la ciudad de Nueva York.

## Historia
La empresa fue fundada por John Stephenson en 1831. John Stephenson inventó el primer tranvía que corría sobre rieles y lo construyó en 1832 para el Ferrocarril de Nueva York y Harlem. Una reorganización en 1867 incluyó el acortamiento del nombre de la empresa a John Stephenson Company. En la última parte del siglo XIX, la empresa fue un importante constructor de tranvías, construyendo unos 25 000 coches solo en el período 1876-1891, incluidos los destinados a la exportación.
Entre sus clientes se encuentran muchos sistemas en los Estados Unidos y en otros países. Entre las empresas extranjeras que adquirieron carros de John Stephenson se encontraban Toronto Street Railway, Montreal Street Railway Company, Halifax Street Railway, la Empresa de los Ferrocarriles del Distrito Federal de la Ciudad de México, CCFL de Lisboa (Carris), el Tranvía Caracas y el Tranvía Bolívar de Caracas, y la Empresa del Ferrocarril Urbano de Santiago (Chile).

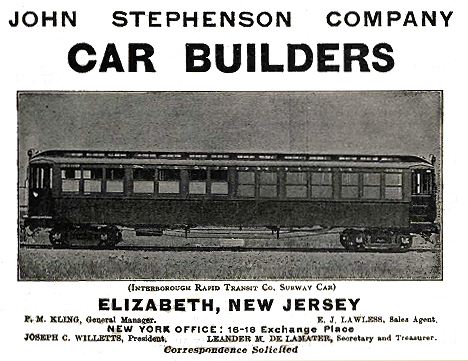
Publicidad de 1903.

La fábrica de Stephenson estaba ubicada en Elizabeth (Nueva Jersey) después de 1898. En ese año, completó la construcción de una "gran fábrica" en un terreno de 47 hectáreas (117 acres), según informó The New York Times. La empresa fue adquirida por la J. G. Brill Company en 1904 y continuó operando bajo el nombre de Stephenson hasta 1917, cuando la planta fue vendida a Standard Aero Corporation para la producción de aviones, y la corporación fue liquidada en agosto de 1919.